# У (чжуинь)

У

У (ㄨо файле) — двадцать третья буква алфавита чжуинь, в китайском может обозначать как инициаль (кит. 声母 — шэнму), так и финаль (кит. 韵母 — иньму), в составе финали выделяется, как медиаль (кит. 介音 — цзеинь). Графически происходит от скорописного написания иероглифа 五 («у» — пять).
Как инициаль обозначает звонкий губно-губной фрикативный согласный /w/ и образует девять слогов:
| ㄨ               | ㄨ                | ㄨ                | ㄨ                |
| ---------------- | ----------------- | ----------------- | ----------------- |
| ㄨㄚ — wa — ва   | ㄨㄞ — wai — вай  | ㄨㄢ — wan — вань | ㄨㄤ — wang — ван |
| ㄨㄟ — wei — вэй | ㄨㄣ — wen — вэнь | ㄨㄥ — weng — вэн | ㄨㄛ — wo — во    |
| ㄨ — wu — у      |                   |                   |                   |

Как медиаль буква ㄨ обозначает огубленный гласный заднего ряда верхнего подъёма и применяется для написания 104 слогов стандартного путунхуа.